# تيكمة عجم
تيكمة عجم هي قرية في مقاطعة ماكو، إيران. يقدر عدد سكانها بـ 107 نسمة بحسب إحصاء 2016.